# Ronny Johnsen
Ronny Johnsen (ur. 10 czerwca 1969 w Sandefjord) – norweski piłkarz.

## Kariera
Johnsen karierę zaczynał w mało znanych klubach Stokke IL i Eik Tønsberg, skąd później trafił do stołecznego klubu norweskiego Lyn. Spędził tam jeden sezon, po czym trafił do innej drużyny ze swojej ojczyzny – Lillestrøm SK. Po dobrym sezonie w tej drużynie wyjechał za granicę, do Beşiktaşu JK.
Dobra gra w Turcji sprawiła, że Johnsenem zainteresował się sam Alex Ferguson. Szkocki menedżer Manchesteru United sprowadził Norwega na Old Trafford w 1996 roku. W barwach "Czerwonych Diabłów" obrońca ze Skandynawii grał przez 6 lat, zdobywając w tym czasie cztery mistrzostwa Anglii (1997, 1999, 2000 i 2001), Puchar Anglii (1999), a także Puchar Mistrzów (1999), po pamiętnym finale w Barcelonie przeciwko Bayernowi Monachium.
Kiedy do Manchesteru United sprowadzono Rio Ferdinanda, okazało się, że dla Johnsena na Old Trafford nie było już miejsca. Norweg zdecydował się pozostać w Anglii i podpisał kontrakt z Aston Villą. W tym klubie spędził dwa sezony, w 49 meczach strzelając 1 bramkę.
Jego kolejnym klubem w Anglii było Newcastle United, jednak liczne kontuzje przeszkodziły Johnsenowi w zrobieniu kariery na St James’ Park. W barwach "Srok" rozegrał zaledwie trzy mecze i postanowił wrócić do ojczyzny, do Vålerenga Fotball, gdzie zakończył swoją karierę.
W reprezentacji Norwegii Ronny Johnsen rozegrał 61 meczów, w których strzelił 3 bramki. Brał udział na mistrzostwach świata w 1998 roku we Francji.